# Obwód rezonansowy LC

Obwód rezonansowy LC – obwód elektryczny składający się z cewki (L) i kondensatora (C). Obwód może działać jako rezonator elektryczny, jest wówczas elektrycznym odpowiednikiem nietłumionego układu drgań mechanicznych. Układ taki wyprowadzony z równowagi wykonuje drgania swobodne przenosząc energię elektromagnetyczną z częstotliwością rezonansową między cewką a kondensatorem. Pobudzany drganiami okresowymi zachowuje się jak układ drgań wymuszonych, w stanie równowagi wykonuje drgania z częstotliwością pobudzania i amplitudą silnie zależną od częstotliwości.
Obwody rezonansowe znajdują szerokie zastosowania w radiotechnice, dzięki faworyzowaniu wąskiego przedziału częstotliwości, są wykorzystywane do generowania sygnałów o określonej częstotliwości, albo do wybierania sygnału o określonej częstotliwości z bardziej złożonego sygnału; ta funkcja nazywa się filtrem pasmowym. Są kluczowymi komponentami wielu urządzeń elektronicznych, w szczególności sprzętu radiowego, stosowanych w układach takich jak oscylatory, filtry i mieszacze.
W rozważaniach teoretycznych jest wyidealizowanym przypadkiem obwodu elektrycznego RLC, ale bez tłumienia wnoszonego przez rezystancję (R). Rzeczywiste obwody zawsze zawierają element tłumiący.
W obwodzie tym pobudzanym przez drgania okresowe w stanie równowagi z drganiami pobudzającymi zachodzi rezonans prądów (w równoległym) lub napięć (w szeregowym).
W stanie rezonansu, prąd i napięcie na zacisku obwodu rezonansowego są zgodne w fazie, a wypadkowa moc bierna pobierana przez obwód jest równa zeru, dlatego reaktancje sinusoidalnie zmienne znoszą swoją wartość poprzez występujący prąd w obwodzie.

Animowany schemat obwodu LC

## Drgania obwodu LC

### Kondensator naładowany

Fazy oscylacji w obwodzie LC

W obwodzie elektrycznym składającym się z kondensatora i cewki indukcyjnej energia może być zgromadzona w kondensatorze i cewce:
{\displaystyle U={\frac {1}{2}}Li^{2}+{\frac {1}{2}}{\frac {q^{2}}{C}}.}
Całkowita energia obwodu będąca sumą obu energii jest stała. Uwzględniając związek między ładunkiem na kondensatorze a natężeniem prądu oraz zakładając, że kondensator w chwili {\displaystyle t=0} jest naładowany, równanie na ładunek na kondensatorze można wyrazić:
{\displaystyle {\frac {d^{2}q}{dt^{2}}}+{\frac {1}{LC}}q=0.}
Równanie to jest matematycznym odpowiednikiem równania drgań np. masy na sprężynie. Obwód LC wykonuje drgania swobodne z częstotliwością. Wzór określający częstotliwość drgań nazywa się wzorem Thomsona. Rozwiązanie równania oraz natężenie prądu można przedstawić jako:
{\displaystyle q(t)=q_{m}\cos(\omega t+\phi ),}
{\displaystyle i(t)=-\omega q_{m}\sin(\omega t+\phi ),}
{\displaystyle \omega ={\sqrt {\frac {1}{LC}}},}
{\displaystyle f={\frac {\omega }{2\pi }}={\frac {1}{2\pi {\sqrt {LC}}}}.}
Obwód LC wykonuje drgania swobodne z częstotliwością rezonansową określoną przez wzór Thomsona,
gdzie:
{\displaystyle q} – ładunek na kondensatorze,
{\displaystyle L} – indukcyjność cewki,
{\displaystyle C} – pojemność kondensatora,
{\displaystyle q_{m}=\varepsilon C} – maksymalny ładunek na kondensatorze,
{\displaystyle \varepsilon } – różnica potencjałów między zaciskami źródła,
{\displaystyle L} – indukcyjność cewki,
{\displaystyle C} – pojemność kondensatora,
{\displaystyle \omega } – częstość kołowa w radianach/sekundę,
{\displaystyle f} – częstotliwość obwodu w hercach.

### Kondensator nienaładowany
W tym przypadku równanie opisujące stan obwodu wygląda następująco:
{\displaystyle {\frac {d^{2}q}{dt^{2}}}+{\frac {1}{LC}}q={\frac {\varepsilon }{L}}.}
Rozwiązanie równania oraz natężenie prądu można przedstawić jako:
{\displaystyle q(t)=q_{m}[1-\cos(\omega t+\phi )],}
{\displaystyle i(t)=\omega q_{m}\sin(\omega t+\phi ),}
{\displaystyle \omega ={\sqrt {\frac {1}{LC}}},}
{\displaystyle f={\frac {\omega }{2\pi }}={\frac {1}{2\pi {\sqrt {LC}}}},}
gdzie:
{\displaystyle q} – ładunek na kondensatorze,
{\displaystyle L} – indukcyjność cewki,
{\displaystyle C} – pojemność kondensatora,
{\displaystyle q_{m}=\varepsilon C} – maksymalny ładunek na kondensatorze,
{\displaystyle \varepsilon } – różnica potencjałów między zaciskami źródła,
{\displaystyle L} – indukcyjność cewki,
{\displaystyle C} – pojemność kondensatora,
{\displaystyle \omega } – częstość kołowa w radianach/sekundę,
{\displaystyle f} – częstotliwość obwodu w hercach.

## Obwód LC w obwodach prądu przemiennego
Obwód elektryczny złożony z pojemności i indukcyjności może być elementem obwodu prądu przemiennego. Elementy te mogą być połączone szeregowo lub równolegle. W stanie ustalonym w obwodzie płynie prąd o częstotliwości równej częstotliwości pobudzania.

### Rezonans napięć
Impedancja zastępcza Z obwodu szeregowego złożonego z cewki i kondensatora wynosi:
{\displaystyle Z=jX_{L}-jX_{C}=j\left(\omega L-{\frac {1}{\omega C}}\right),}
gdzie:
{\displaystyle j} – jednostka urojona,
{\displaystyle X_{L}} – reaktancja cewki (induktancja),
{\displaystyle X_{C}} – reaktancja kondensatora (kapacytancja),
{\displaystyle Z} – impedancja wypadkowa.
Impedancja szeregowego obwodu LC jest równa zero, gdy reaktancje cewki {\displaystyle X_{L}} i kondensatora {\displaystyle X_{C}} są sobie równe co do wartości bezwzględnej. Dla danej pojemności i indukcyjności warunek ten jest spełniony dla częstotliwości równej częstotliwości drgań swobodnych obwodu LC, częstotliwość ta nazywana jest częstotliwością rezonansową.
Gdy cewka i kondensator połączone są szeregowo i zasilane prądem przemiennym {\displaystyle I,} to w elementach tych występuje spadek napięcia: {\displaystyle U_{C}} na kondensatorze, a {\displaystyle U_{L}} na cewce. Ponieważ przesunięcia faz napięcia względem prądu są w cewce i kondensatorze przeciwne, to napięcie wypadkowe jest różnicą napięć na cewce i kondensatorze, a w stanie rezonansu teoretycznie napięcia te zniosą się zupełnie. W szeregowym obwodzie rezonansowym dla częstotliwości rezonansowej, pomimo tego, że na obwodzie napięcie jest równe 0, to napięcie na cewce i na kondensatorze są różne od zera i mogą osiągać bardzo duże wartości.

### Rezonans prądów
Rezonans prądów następuje wtedy, gdy susceptancja układu jest równa zero. Susceptancje poszczególnych gałęzi obwodu (susceptancja pojemnościowa i susceptancja indukcyjna) są sobie równe: {\displaystyle B_{L}=B_{C}.}
Gdy układ taki zasilany jest napięciem zmiennym {\displaystyle U,} to popłyną przez elementy prądy: {\displaystyle I_{C}} przez kondensator, a {\displaystyle I_{L}} przez cewkę. Ponieważ prądy te mają przeciwne fazy, to znoszą się wzajemnie i sumaryczny prąd {\displaystyle I} jest mniejszy od sumy prądów {\displaystyle I_{C}} i {\displaystyle I_{L}.} Dla pewnej częstotliwości, gdy prąd cewki równa się prądowi kondensatora prądy te zniosą się zupełnie i prąd {\displaystyle I} będzie równy zeru – zachodzi rezonans prądów, a obwód rezonansowy przestaje pobierać prąd ze źródła – staje się przerwą w obwodzie, czyli ma nieskończenie dużą oporność (prądy w rzeczywistym kondensatorze i cewce nie są jednak równe zeru i mogą osiągać duże wartości).